# 바이러스성 질병

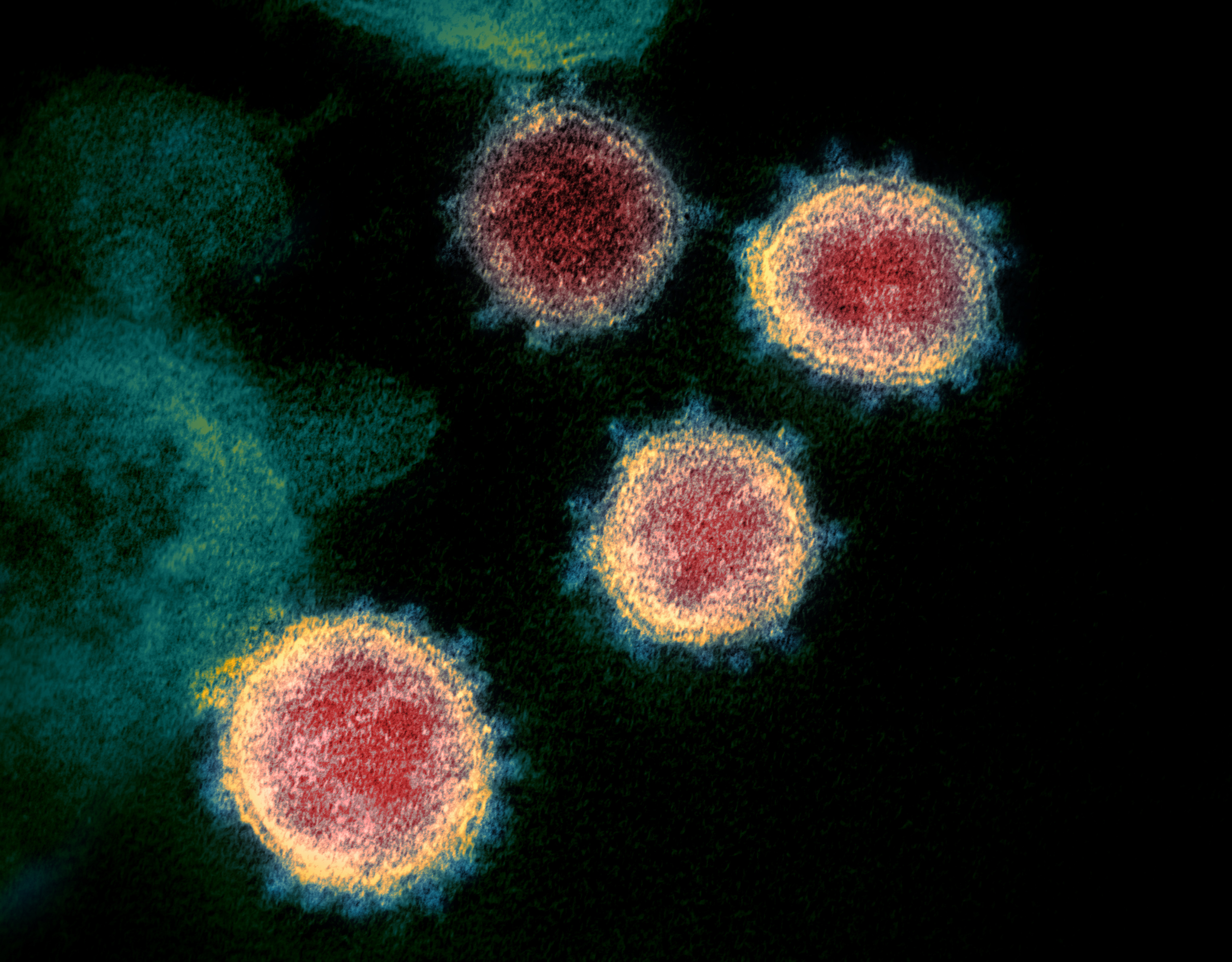

바이러스성 질병(viral disease)은 생물체가 병원체, 바이러스, 감염 바이러스 입자(비리온)에 침입하여 취약한 세포들에 붙어서 들어갈 때 발생하는 질병이다. 바이러스성 감염(viral infection), 바이러스성 질환이라고도 한다.

## 구조적 특징
| 과                   | 볼티모어 그룹                  | 중요종 | 바이러스막      |
| -------------------- | ------------------------------ | --- | --------------- |
| 아데노바이러스과     | 그룹 I (dsDNA)                 | 아데노바이러스                                                                                                   | 바이러스막 없음 |
| 단순포진바이러스과   | 그룹 I (dsDNA)                 | 단순포진 제1형, 단순포진 제2형, en:Varicella-zoster virus, en:Epstein-Barr virus, en:Human cytomegalovirus, KSHV | 바이러스막 있음 |
| 파필로마바이러스과   | 그룹 I (dsDNA)                 | 인간 유두종바이러스                                                                                              | 바이러스막 없음 |
| 폴리오마바이러스과   | 그룹 I (dsDNA)                 | BK 바이러스, JC 바이러스                                                                                         | 바이러스막 없음 |
| 폭스바이러스과       | 그룹 I (dsDNA)                 | 천연두 | 바이러스막 있음 |
| 헤파드나바이러스과   | 그룹 VII (dsDNA-RT)            | B형 간염 바이러스                                                                                                | 바이러스막 있음 |
| 파르보바이러스과     | 그룹 II (ssDNA)                | 파르보바이러스 B19                                                                                               | 바이러스막 없음 |
| 아스트로바이러스과   | 그룹 IV (positive-sense ssRNA) | 인간 아스트로바이러스                                                                                            | 바이러스막 없음 |
| 칼리시바이러스과     | 그룹 IV (positive-sense ssRNA) | 노로바이러스 | 바이러스막 없음 |
| 피코르나바이러스과   | 그룹 IV (positive-sense ssRNA) | en:coxsackievirus, A형 간염, en:poliovirus, en:rhinovirus                                                        | 바이러스막 없음 |
| 코로나바이러스과     | 그룹 IV (positive-sense ssRNA) | 중증급성호흡기증후군 바이러스                                                                                    | 바이러스막 있음 |
| 플라비바이러스과     | 그룹 IV (positive-sense ssRNA) | en:Hepatitis C virus, yellow fever virus, dengue virus, en:West Nile virus, TBE virus                            | 바이러스막 있음 |
| 토가바이러스과       | 그룹 IV (positive-sense ssRNA) | 풍진 바이러스 | 바이러스막 있음 |
| 헤페바이러스과       | 그룹 IV (positive-sense ssRNA) | en:Hepatitis E virus                                                                                             | 바이러스막 없음 |
| 레트로바이러스과     | 그룹 VI (ssRNA-RT)             | 인간면역결핍 바이러스 (HIV)                                                                                      | 바이러스막 있음 |
| 오르토믹소바이러스과 | 그룹 V (negative-sense ssRNA)  | 오르토믹소바이러스과                                                                                             | 바이러스막 있음 |
| 아레나바이러스과     | 그룹 V (negative-sense ssRNA)  | en:Lassa virus                                                                                                   | 바이러스막 있음 |
| 부니아바이러스과     | 그룹 V (negative-sense ssRNA)  | 크림-콩고 출혈열, en:Hantaan virus                                                                               | 바이러스막 있음 |
| 필로바이러스과       | 그룹 V (negative-sense ssRNA)  | 에볼라바이러스, en:Marburg virus                                                                                 | 바이러스막 있음 |
| 파라믹소바이러스과   | 그룹 V (negative-sense ssRNA)  | en:Measles virus, en:Mumps virus, en:Parainfluenza virus, 호흡기 세포융합 바이러스                               | 바이러스막 있음 |
| 랍도바이러스과       | 그룹 V (negative-sense ssRNA)  | en:Rabies virus                                                                                                  | 바이러스막 있음 |
| 할당되지 않음        | 그룹 V (negative-sense ssRNA)  | en:Hepatitis D                                                                                                   | 바이러스막 있음 |
| 레오바이러스과       | 그룹 III (dsRNA)               | 로타바이러스, en:Orbivirus, en:Coltivirus, Banna virus                                                           | 바이러스막 없음 |

## 같이 보기
- Folding@home